# James G. Watt
James Gaius Watt (Lusk, 31 gennaio 1938 – Arizona, 27 maggio 2023) è stato un politico statunitense, segretario degli Interni degli Stati Uniti sotto il presidente Ronald Reagan dal 1981 al 1983.
Nel 1983 fu costretto a dimettersi dalla lobby ambientalista, che lo accusava di non preoccuparsi della tutela ambientale perché, essendo affiliato alle Assemblee pentecostali di Dio, ritiene che il secondo Avvento di Cristo e la fine del mondo siano ormai imminenti.